# Camille Dufour (peintre)
Pour les articles homonymes, voir Dufour.
Ne doit pas être confondu avec Camille Dufour.
Camille Dufour, né Camille Émile Dufour, à Montmartre (auj. Paris 18e) le 8 février 1841 et mort le 3 janvier 1933, à Paris 18e, est un peintre paysagiste français.

## Biographie
Élève de Léon Coignet (1794-1880) et de Charles Jacque (1813-1894) (dont il est aussi le gendre), il expose au Salon des artistes français dès 1877 et ce jusqu'en 1920 - il y est souvent récompensé.
Durant les années 1870, Camille Dufour réside à Brolles, hameau de Bois-le-Roi en bord de Seine et de la forêt de Fontainebleau au sein de la bohème artiste réunie autour de Louis Noir et de la famille Jacque.
Il passe l'été en leur compagnie à Roscoff (à la pension le Gad) où il retrouve Tristan Corbière dont il est un ami proche.
Domicilié à Paris, puis à Rouen où son atelier est sis quai de la Grande-Chaussée, il séjourne également à Vétheuil en bord de Seine.

## Œuvres

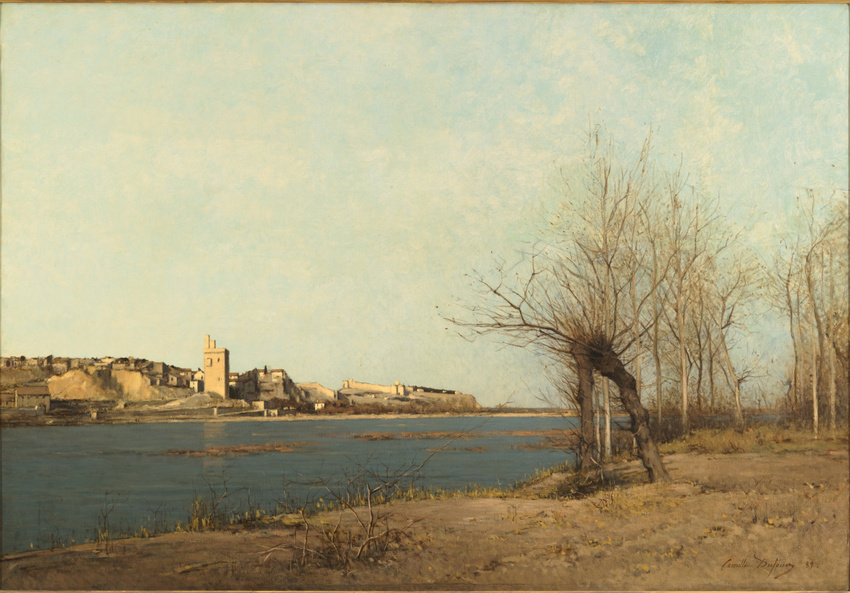
Camille Dufour, Villeneuve-lès-Avignon (1889)

- Le hameau de Plomarc'h-Tosta, à Douarnenez (Salon de 1879 n°1084)
- Le moulin de Paul-David, près de Douarnenez (Salon de 1879 n°1085)
- Lisière du bois, environ de Honfleur (Salon de 1880 n°1270)
- Episy (Salon de 1885), huile sur toile, Ferrières-en-Brie, Hôtel de Ville[2]
- Pont-de-l’Arche (Salon de 1888), huile sur toile, 104,5 × 162 cm, Rouen, Musée des beaux-arts (inv. 888.20)
- La Seine à Rangiport (Seine-et-Oise), huile sur toile, 38 x 55,9 cm, Musée de Louviers
- Avignon en décembre (Salon de 1888), huile sur toile, 106 × 162 cm, Paris, Musée d'Orsay (inv. RF614)
- Villeneuve-lès-Avignon (Salon de 1889), huile sur toile, 114 × 162 cm, Paris, Musée d'Orsay (inv. RF620)
- Le Pont d'Avignon (avant 1891), huile sur toile, 40 × 50 cm, Paris, Musée d'Orsay (inv. 80017)
- La Seine à Vétheuil / Le manoir, bords de la Seine (Salon de 1892), huile sur toile , 38 × 55 cm, Saint-Brieuc, Musée d'Art et d'Histoire
- Le village de la Frette (Seine-et-Oise) (Salon de 1898), 38 × 55 cm, musée de Chatellerault
- La Seine à Bonnières (Salon de 1900), 38 × 55 cm, Pau, musée des beaux-arts (inv. 03.1.1)
- La Seine à Bonnières (Salon de 1900), rehauts de blanc; mine de plomb, 23,7 × 31,2 cm, Paris, Musée du Louvre, RF 22510[4]
- La Berge de Vétheuil (Salon de 1902), rehauts de blanc; mine de plomb, 20,7 × 25,1 cm, Paris, Musée du Louvre, RF 22499[5]

## Distinctions
- Salon de 1882 : mention honorable
- Salon de 1887 : médaille de 3e classe
- Salon de 1893 : médaille de 2e classe
- Exposition universelle de Paris de 1889 : médaille de bronze
- Exposition universelle de 1900 : médaille d'argent[6].
- Chevalier de la Légion d'honneur le 20 octobre 1911.